# Liste der Mitglieder der Deutschen Akademie der Naturforscher Leopoldina/1767
Die Liste der Mitglieder der Deutschen Akademie der Naturforscher Leopoldina für 1767 enthält alle Personen, die im Jahr 1767 zum Mitglied ernannt wurden. Insgesamt gab es neun neu gewählte Mitglieder.

## Mitglieder
| Nr. | Name                      | Beiname            | Geboren       | Aufnahme | Gestorben     | Sektion   | Bild             | Datenbank                 |
| --- | ------------------------- | ------------------ | ------------- | -------- | ------------- | --------- | ---------------- | ------------------------- |
| 691 | Johann Christlieb Kemme   | Epimenides II.     | 10. Sep. 1738 | 14. Mai  | 10. Okt. 1815 | Medizin   |                  | Johann Christlieb Kemme   |
| 692 | Johann Balthasar Stolle   | Phaeton V.         | 22. Dez. 1737 | 18. Mai  | 24. Mai 1823  | Medizin   |                  | Johann Balthasar Stolle   |
| 693 | Christoph Gottlieb Bonz   | Diophantus IV.     | 12. Dez. 1741 | 21. Mai  | 1788          | Pharmazie |                  | Christoph Gottlieb Bonz   |
| 694 | Ludwig Rouppe             | Theseus IV.        |               | 4. Jul.  |               | Medizin   |                  | Ludwig Rouppe             |
| 695 | Johann Jakob Baier        | Florentius II.     | 3. Okt. 1724  | 13. Jul. | 2. Mai 1812   | Medizin   |                  | Johann Jacob Baier        |
| 696 | Johann Christoph Sommer   | Sostratus IV.      | 8. Sep. 1741  | 12. Sep. | 22. Feb. 1802 | Chirurgie |                  | Johann Christoph Sommer   |
| 697 | Johann Friedrich Hartmann | Conon II.          | 13. Dez. 1735 | 6. Okt.  | 1800          |           |                  | Johann Friedrich Hartmann |
| 698 | Peter Jonas Bergius       | Plinius junior II. | 6. Juli 1730  | 22. Nov. | 10. Juli 1790 | Pharmazie | Peter Jonas Berg | Peter Jonas Berg          |
| 699 | Lambert Bicker            | Epimenides III.    | 1. Apr. 1732  | 12. Dez. |               | Medizin   |                  | Lambert Bicker            |

## Hinweis zu den Lebensdaten
In der Liste sind zunächst die Lebensdaten gemäß Archiv der Leopoldina aufgenommen. Diese beziehen sich bei noch nicht erstellten Namensartikeln auf die Angaben gem. Neigebaur (1860), Ule (1889) und dem Abgleich mit Wikidata. Die Lebensdaten im später erstellten Namensartikel können daher noch von den Lebensdaten in der Liste abweichen.